# Adil Shamasdin
Adil Shamasdin   (Toronto, 23 de maig de 1982) és un tennista professional canadenc especialitzat en dobles. El número 41 és el seu lloc més alt mai en el rànquing de dobles, i ho va aconseguir el 26 de juny de 2017. Va tenir una carrera molt destacada en categoria júnior, durant la qual fou número 5 individual i número 1 en dobles, però aquest rendiment no va tenir continuïtat al seu pas a professional.

## Biografia
Fill de Kamru i Rozi, originals de Kenya que van migrar al Canadà. Té dos germans més, Jamil i Irfan. Va créixer a Pickering (Ontario) i va estudiar a la Universitat de Brown, a Rhode Island. Aquí es va llicenciar en psicologia a la vegada que va esdevenir el tennista amb més victòries, combinant individual i dobles, en la història de la universitat.

## Palmarès: 3 (0−3)

### Dobles: 6 (3−3)
| Llegenda                          |
| --------------------------------- |
| Grand Slams (0−0)                 |
| ATP Finals (0−0)                  |
| ATP World Tour Masters 1000 (0−0) |
| ATP World Tour 500 (0−0)          |
| ATP World Tour 250 (3−3)          |

| Títols per superfície |
| --------------------- |
| Dura (1−1)            |
| Gespa (0−2)           |
| Terra batuda (2−0)    |

| Resultat  | Núm. | Data                 | Torneig                  | Superfície   | Parella         | Oponents                         | Marcador            |
| --------- | ---- | -------------------- | ------------------------ | ------------ | --------------- | -------------------------------- | ------------------- |
| Guanyador | 1.   | 6 de febrer de 2011  | Johannesburg, Sud-àfrica | Dura         | James Cerretani | Scott Lipsky Rajeev Ram          | 6−3, 3−6, [10−7]    |
| Finalista | 1.   | 10 de juliol de 2011 | Newport, Estats Units    | Gespa        | Johan Brunström | Ryan Harrison Matthew Ebden      | 6−4, 3−6, [5−10]    |
| Guanyador | 2.   | 12 d'abril de 2015   | Casablanca, Marroc       | Terra batuda | Rameez Junaid   | Rohan Bopanna Florin Mergea      | 3−6, 6−2, [10−7]    |
| Finalista | 2.   | 7 de febrer de 2016  | Sofia, Bulgària          | Dura (i)     | Philipp Oswald  | Wesley Koolhof Matwé Middelkoop  | 7−5, 6−7(9), [6−10] |
| Finalista | 3.   | 17 de juliol de 2016 | Newport (2)              | Gespa        | Jonathan Marray | Sam Groth Chris Guccione         | 4−6, 3−6            |
| Guanyador | 3.   | 27 de maig de 2017   | Lió, França              | Terra batuda | Andrés Molteni  | Marcus Daniell Marcelo Demoliner | 6−3, 3−6, [10−5]    |

## Trajectòria

### Dobles
| Open d'Austràlia | A   | A   | A     | 2R   | A   | A   | 1R    | 1R    | 1R    | 1R  | 0 / 5  | 1–5    |
| Roland Garros | A   | 1R  | 1R    | 2R   | A   | A   | 1R    | A     | 3R    | 1R  | 0 / 6  | 3–6    |
| Wimbledon | A   | Q1  | 2R    | Q2   | Q1  | Q1  | 1R    | QF    | 1R    |     | 0 / 4  | 4–4    |
| US Open | A   | A   | 1R    | A    | A   | A   | 3R    | 1R    | 1R    |     | 0 / 4  | 2–4    |
| Total Victòries–Derrotes                                                                                                  | 0−0 | 1−6 | 15−15 | 4−12 | 2−7 | 4−7 | 16−18 | 16−16 | 15−16 | 3−7 | 76–104 | 76–104 |
| Rànquing a final d'any | 182 | 87  | 61    | 98   | 120 | 75  | 69    | 68    | 62    |     |        |        |
| Llegenda: G: Guanyador; F: Finalista; SF: Semifinalista; QF: Quarts de final; Q: Qualificació; A: Absent; RR: Round Robin |     |     |       |      |     |     |       |       |       |     |        |        |